# برستال، یورکشایر غربی
برستال، یورکشایر غربی (به انگلیسی: Birstall, West Yorkshire)، یک روستای بزرگ در قصبه شهری از کرکلیس، و بخشی از باتلی، غرب یورکشایر، در انگلستان است. این بخش که بر اساس سرشماریِ قبل از سال ۲۰۱۱ بخش‌بندی شده‌بود مجدداً سرشماری و بخش‌بندی شد و در حال حاضر به نام «برستال و بِرکِنشاو» نامیده می‌شود.جمعیت این بخش در سال ۲۰۱۱ ۱۶٬۲۹۸ بود.از لحاظ تاریخی برستال بخشی از وست ریدینگ یورکشایر در شمال انگلستان است که با حدود ۶ مایل (۱۰ کیلومتر) فاصله در جنوب غربی لیدز واقع شده. این روستا در مرکز بین لیدز، برادفورد، هادرزفیلد و ویکفیلد قرار دارد و به آزادراه ام۶۲ نزدیک است.